# 吉田裕一
吉田 裕一（よしだ ゆういち、1978年（昭和53年） - ）は、日本の建築家。株式会社吉田裕一建築設計事務所代表取締役。千葉県袖ケ浦市出身。

## 略歴
- 1991年　袖ヶ浦町立中川小学校卒業
- 1994年　袖ケ浦市立平川中学校卒業
- 1997年　千葉県立袖ヶ浦高等学校普通科卒業
- 2003年　千葉工業大学工学部建築学科卒業
- 2005年　千葉工業大学大学院工学研究科建築学専攻修士課程修了
- 2005年　2006年、乾久美子建築設計事務所勤務
- 2008年　2009年、吉田建築所勤務
- 2010年　吉田裕一建築設計事務所設立
- 2016年  千葉工業大学非常勤講師

## 主な作品

東浦和の安居

- 2012年　中目黒・ROOM・S（東京都目黒区）
- 2012年　文房具カフェ(東京都渋谷区)
- 2013年　駒場・ROOM・S(東京都世田谷区)
- 2014年　荏田・ROOM・M(神奈川県横浜市)
- 2014年　築地・ROOM・H(東京都中央区)
- 2016年　新保本・HOUSE・K(石川県金沢市)
- 2017年　西の宮・HOUSE・D(栃木県宇都宮市)
- 2019年　妻田南・HOUSE・A（神奈川県厚木市）
- 2020年　日比谷OKUROJI（東京都中央区）
- 2022年　大蔵・HOUSE・U（東京都世田谷区）
- 2023年　東浦和の安居（埼玉県川口市）